# 奴役 (BDSM)
奴役 (BDSM)（英语：Servitude (BDSM)），是在BDSM中，顺从者完成伙伴提出的个人任务，是顺从者的一部分。
在家庭奴役的角色，顺从者可以成为进行贴身服务的角色，如管家，服务员，司机，女佣或男仆，从而获得快感和满足。